# Dortmund-Ems-Kanal

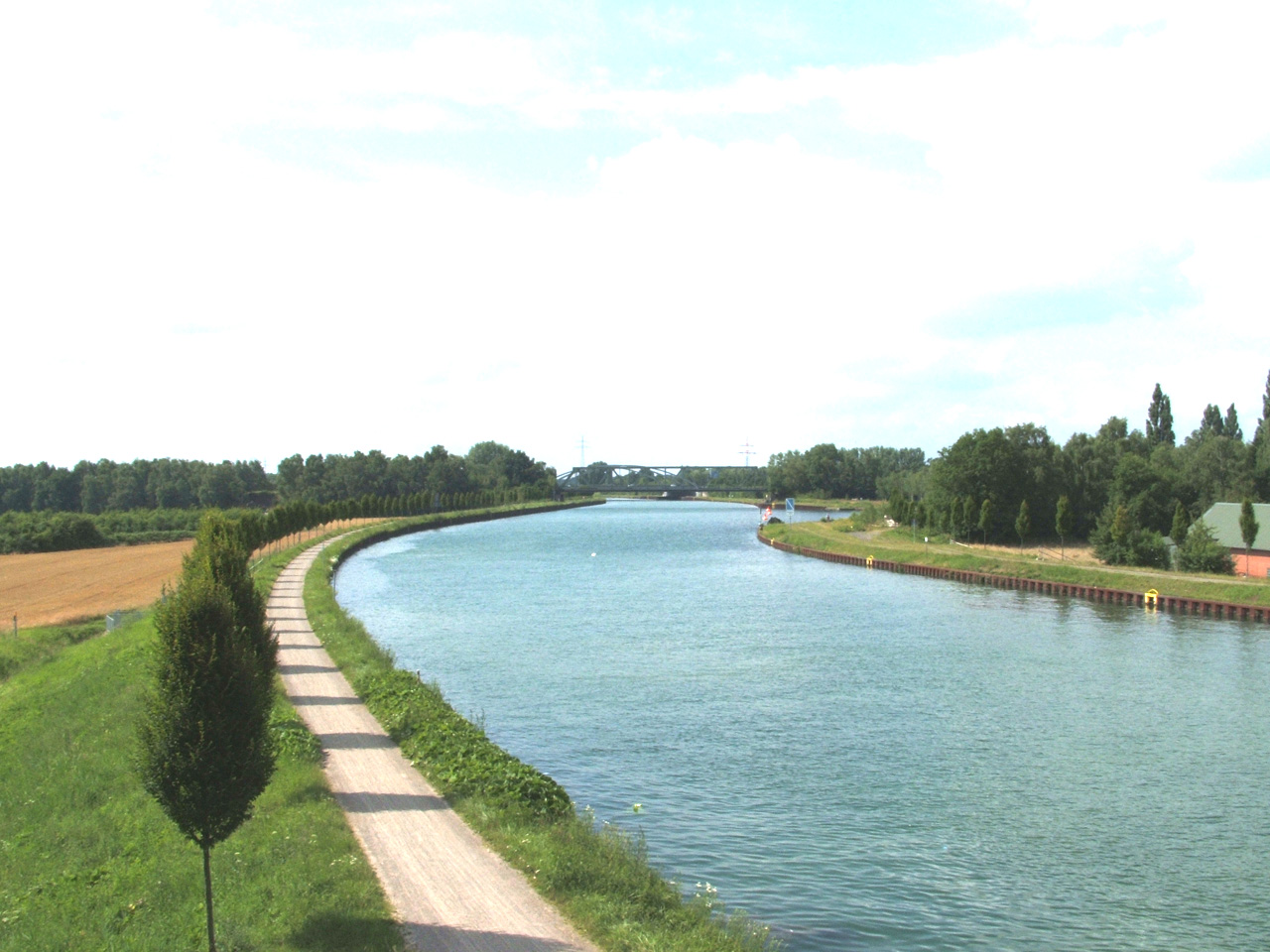
Alter Zechenhafen in Schwieringhausen

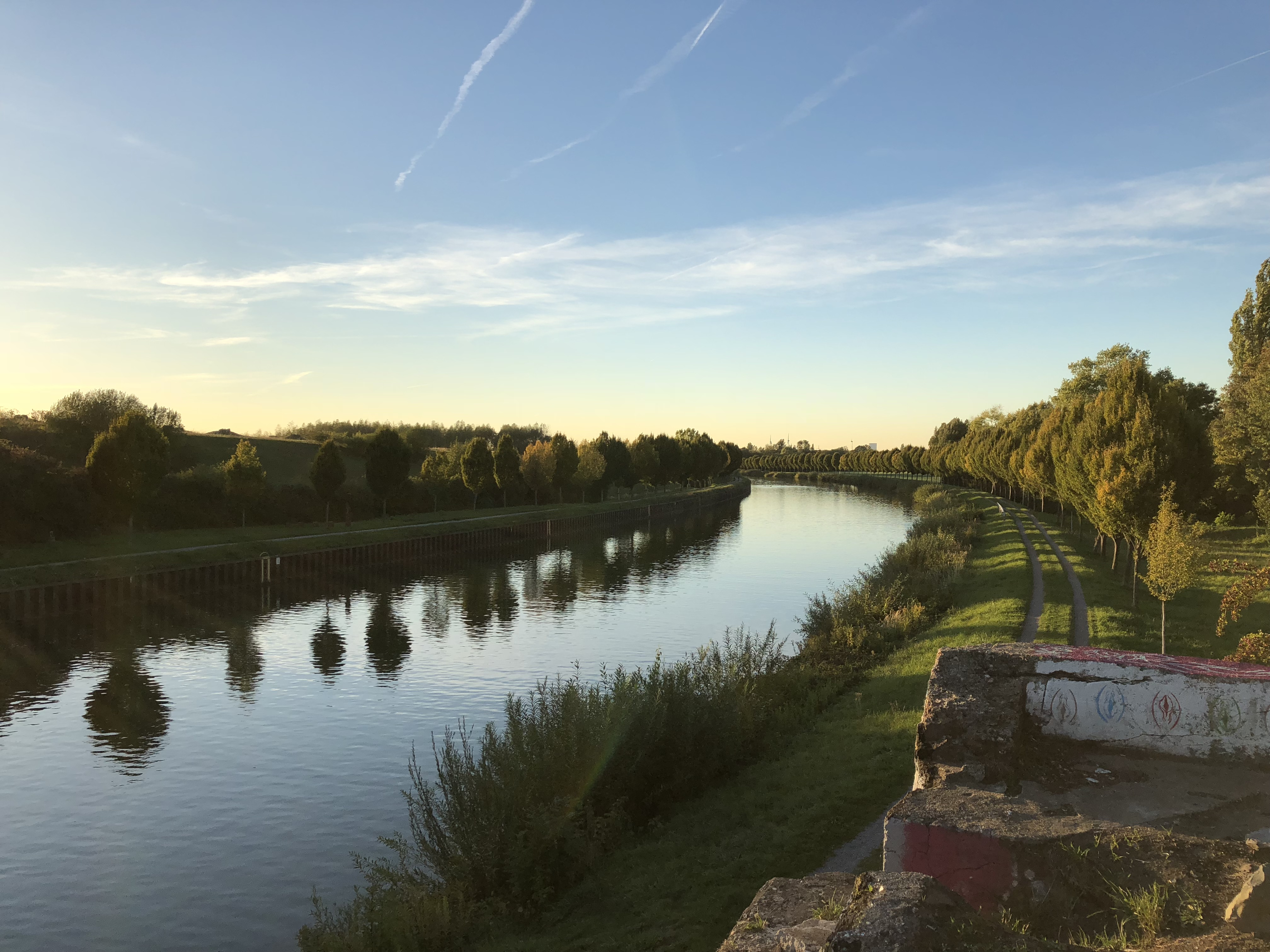

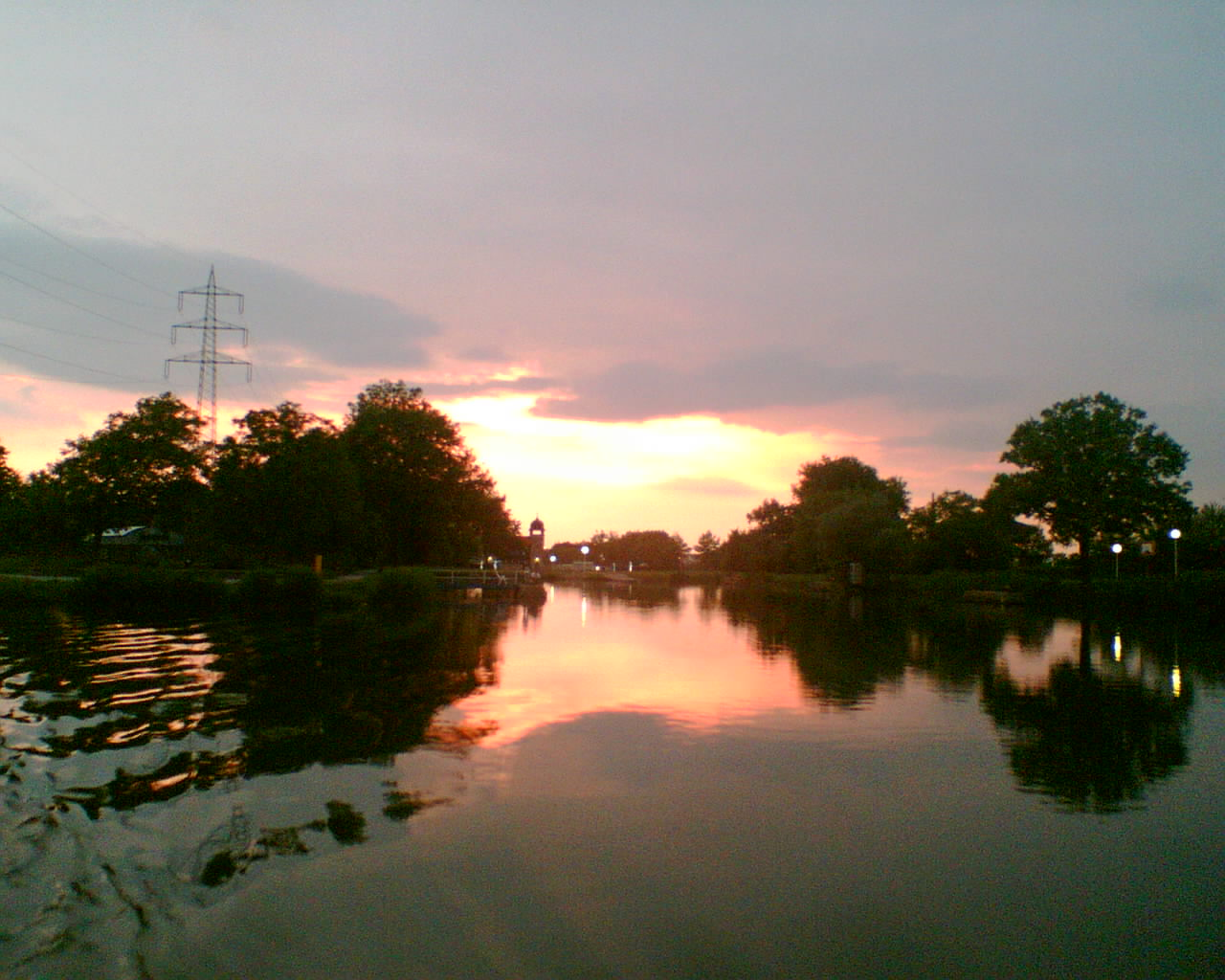
Abendliche Impressionen: Der Kanal am Hebewerk Henrichenburg

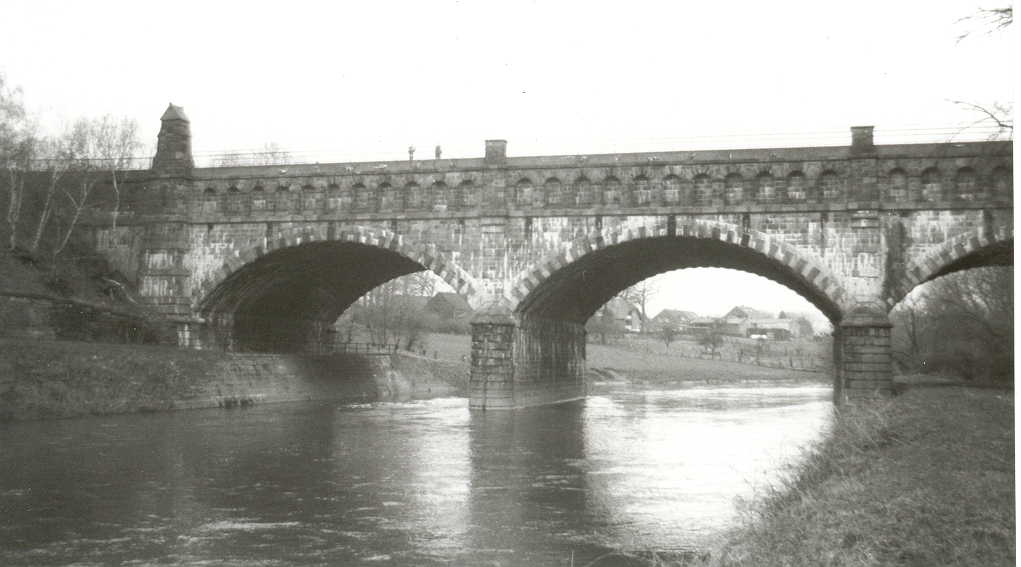
Die Kanalbrücke über die Lippe bei Datteln, Erste Fahrt Olfen

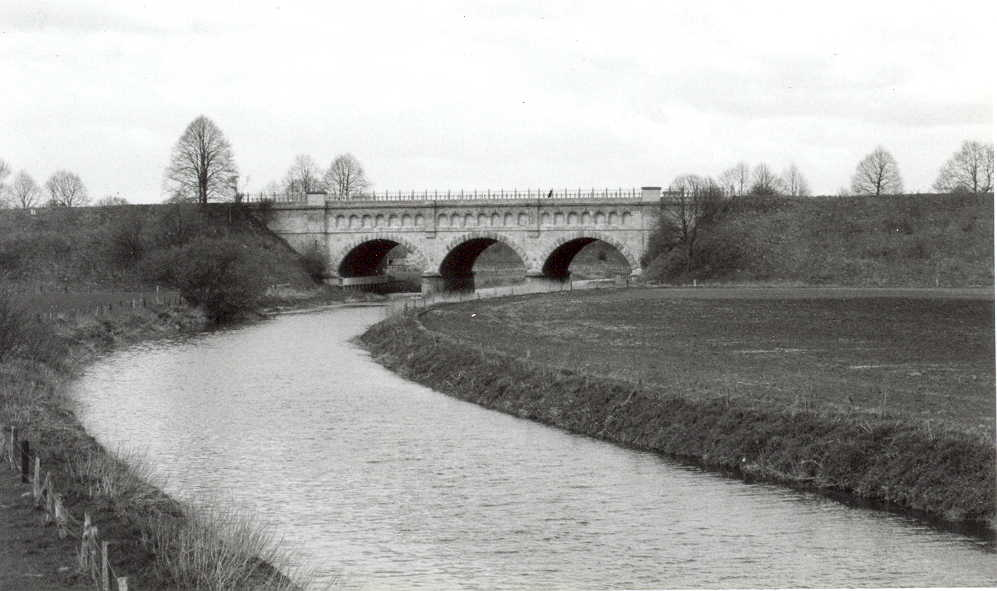
Die Kanalbrücke über die Stever bei Olfen, Erste Fahrt Olfen

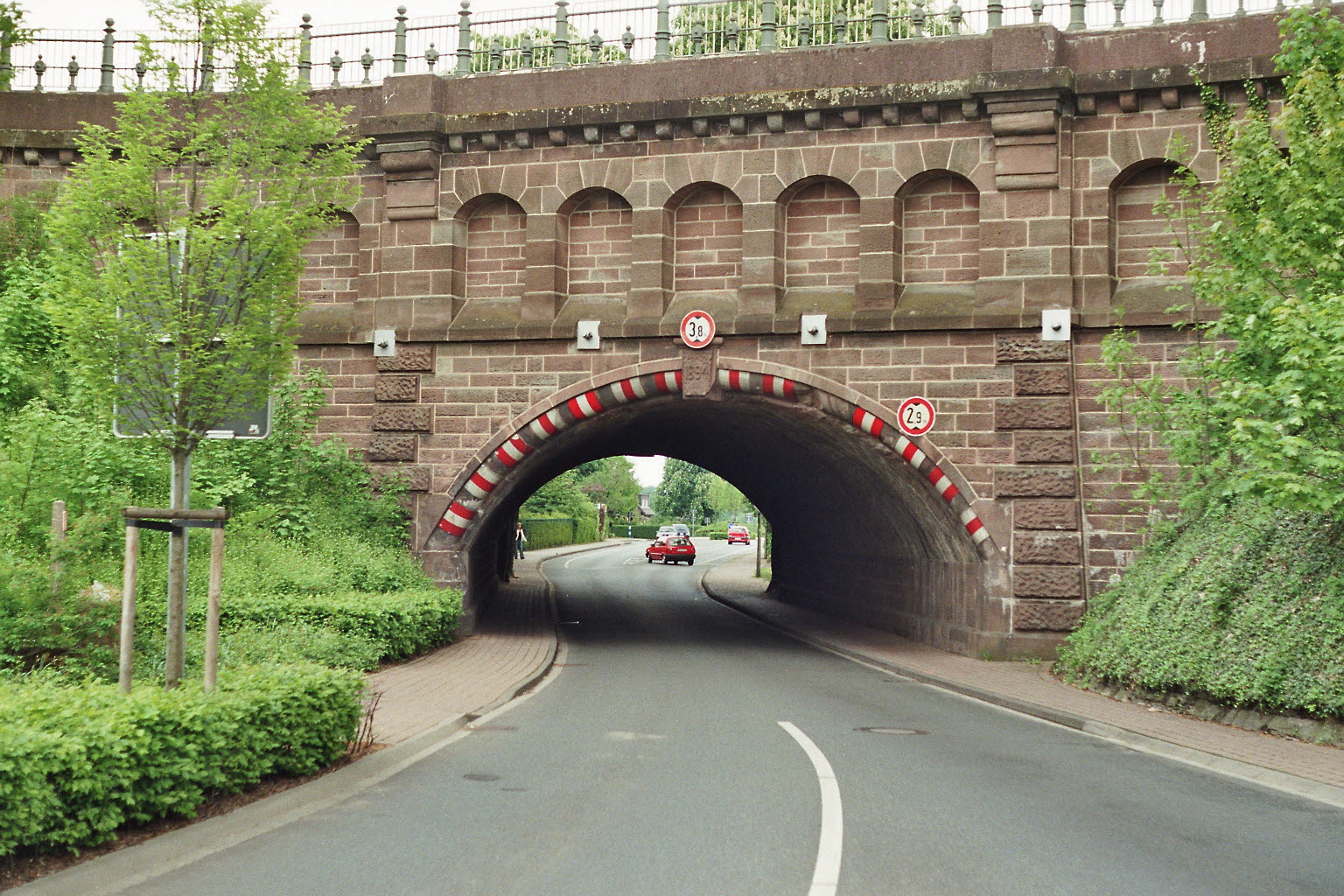
Die Kanalbrücke über die ehem. B 235, Erste Fahrt Olfen

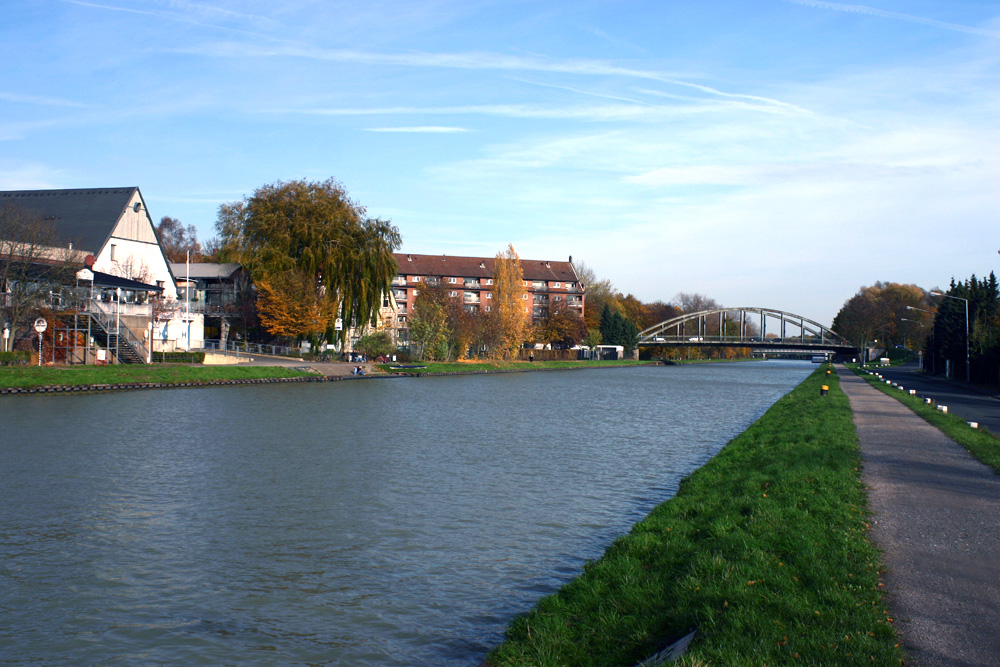
Dortmund-Ems-Kanal in Münster

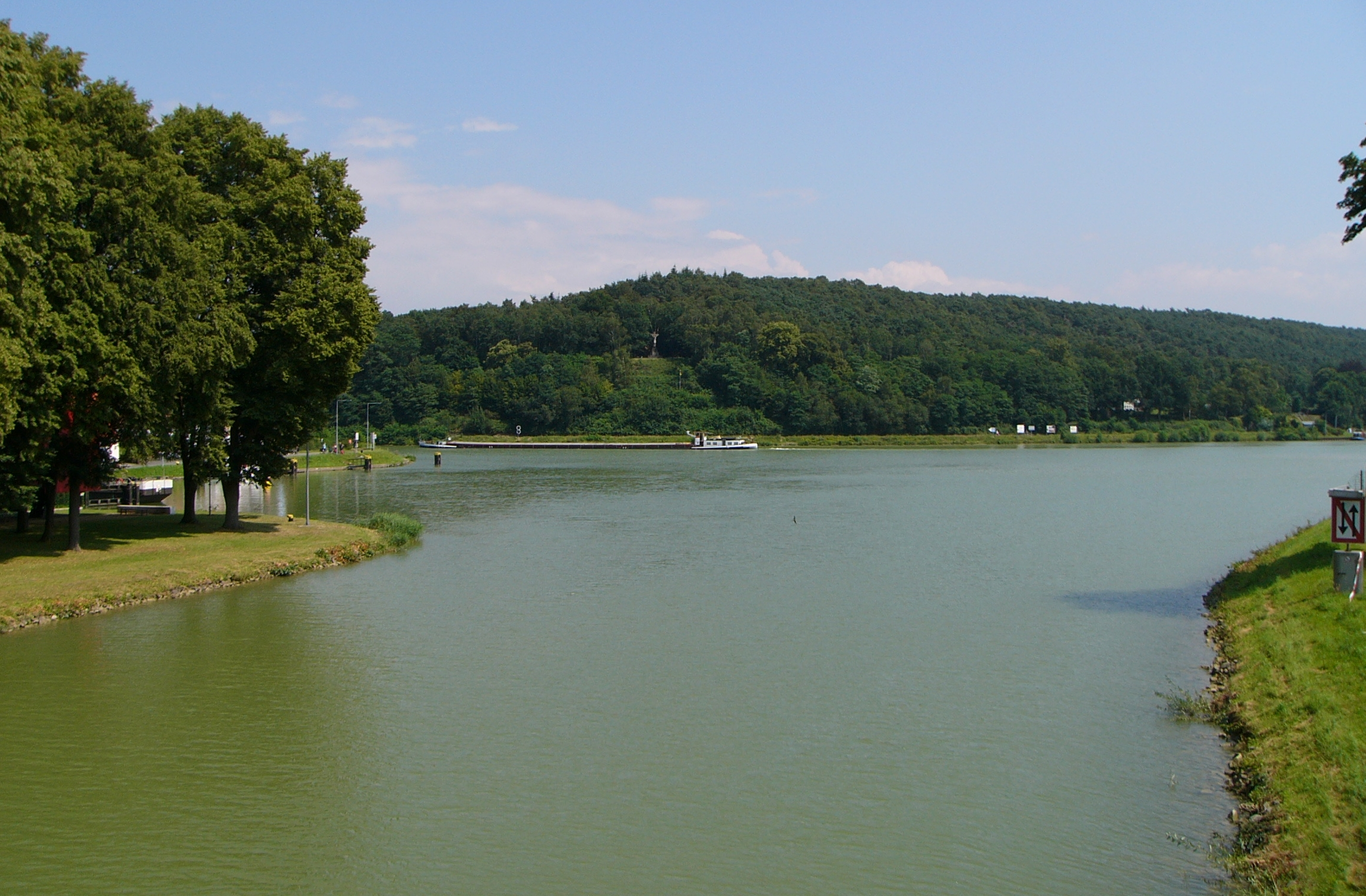
Nasses Dreieck: Abzweigung des Mittellandkanals vom Dortmund-Ems-Kanal

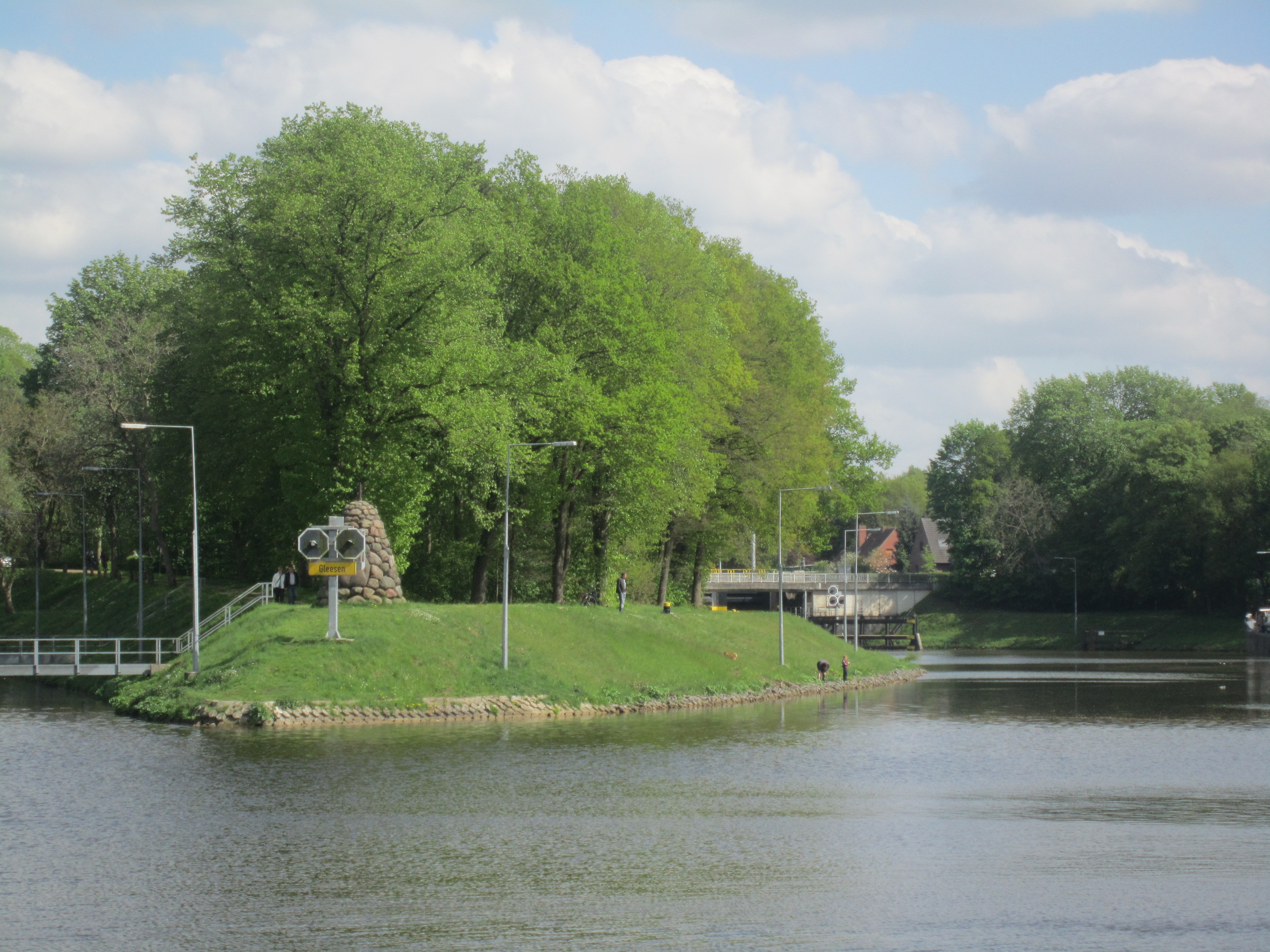
Vorläufiges Ende des Dortmund-Ems-Kanals bei Gleesen (km 138,3)

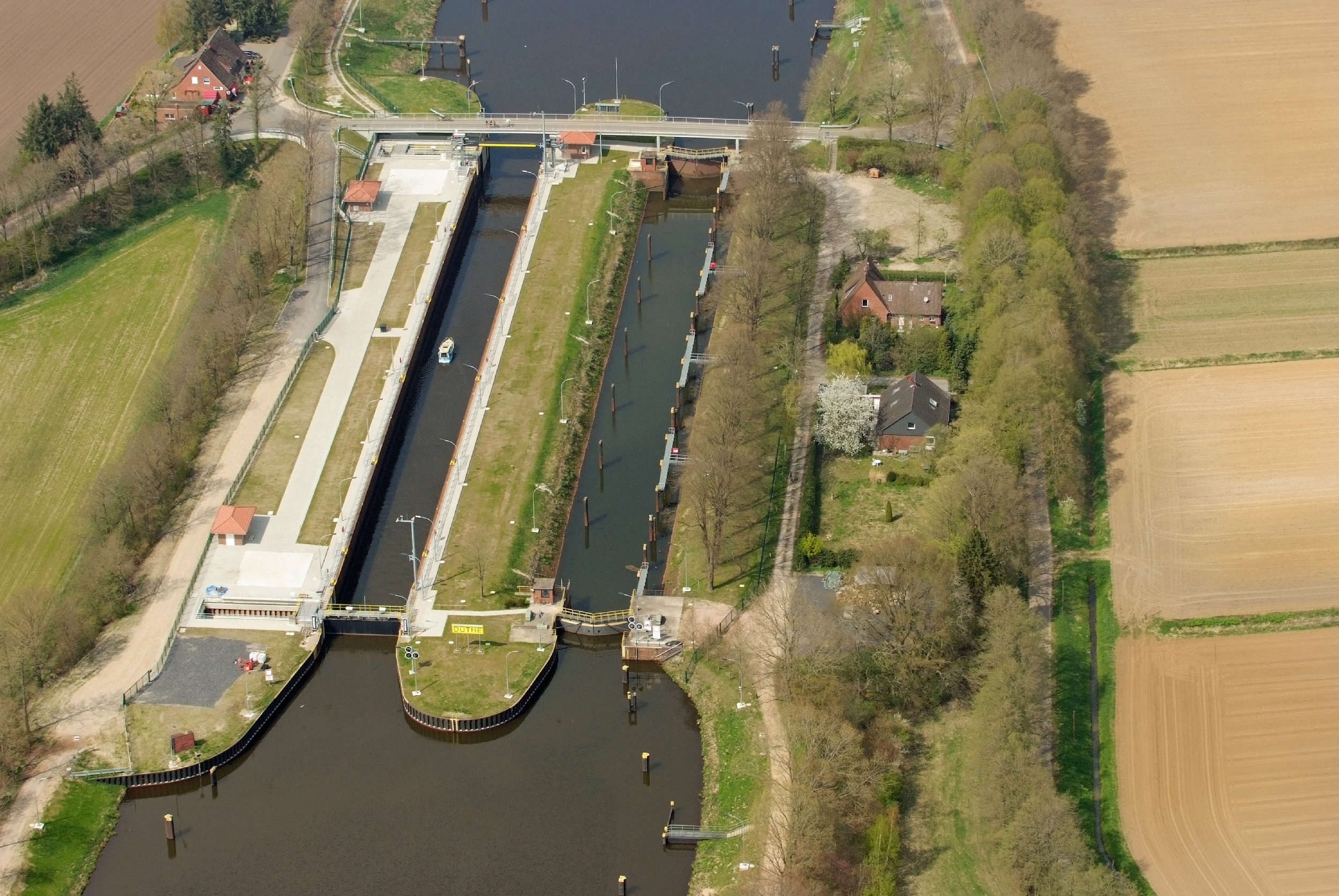
Düther Schleuse nördlich von Lathen

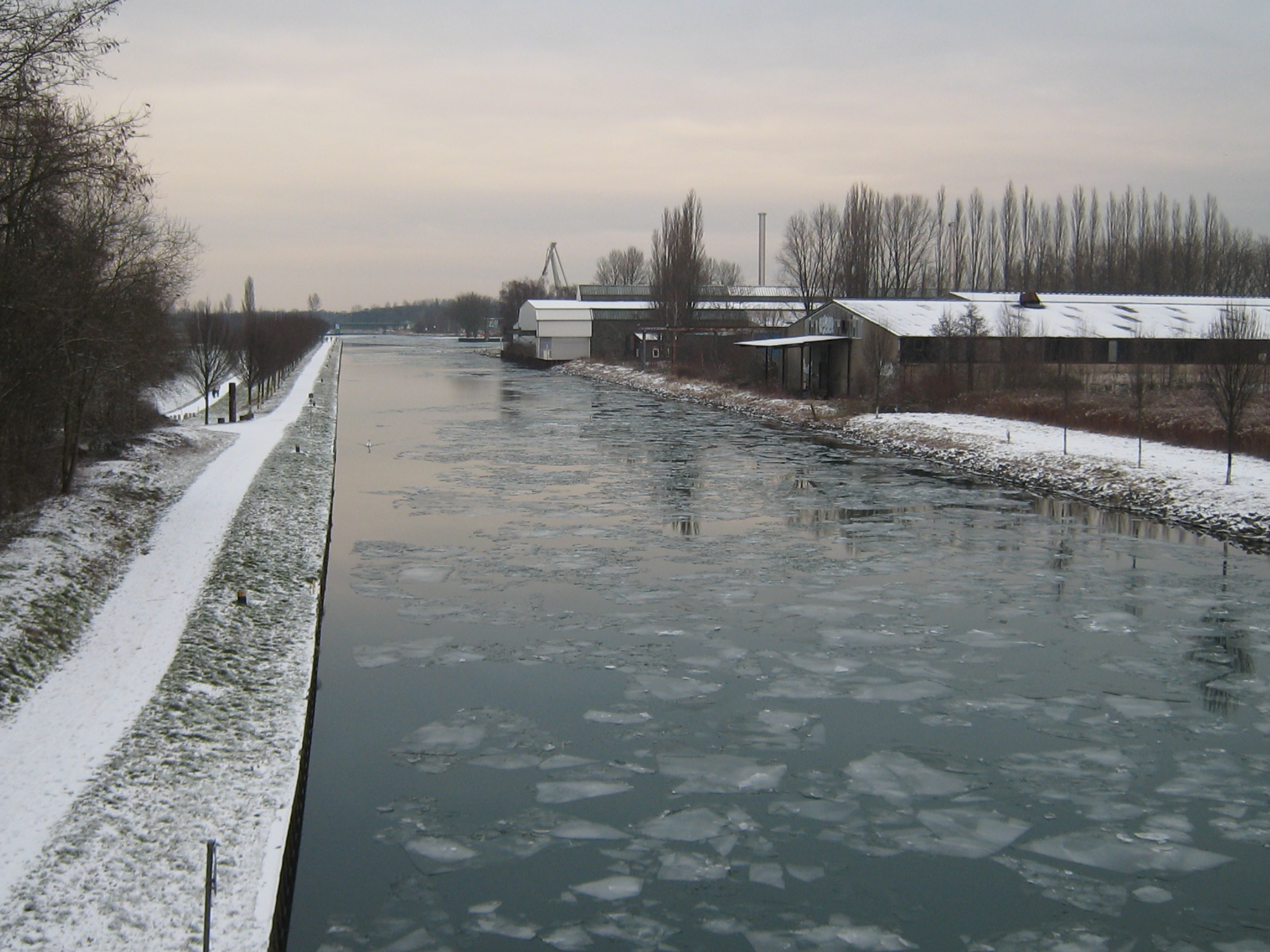
Eisgang auf dem Dortmund-Ems-Kanal

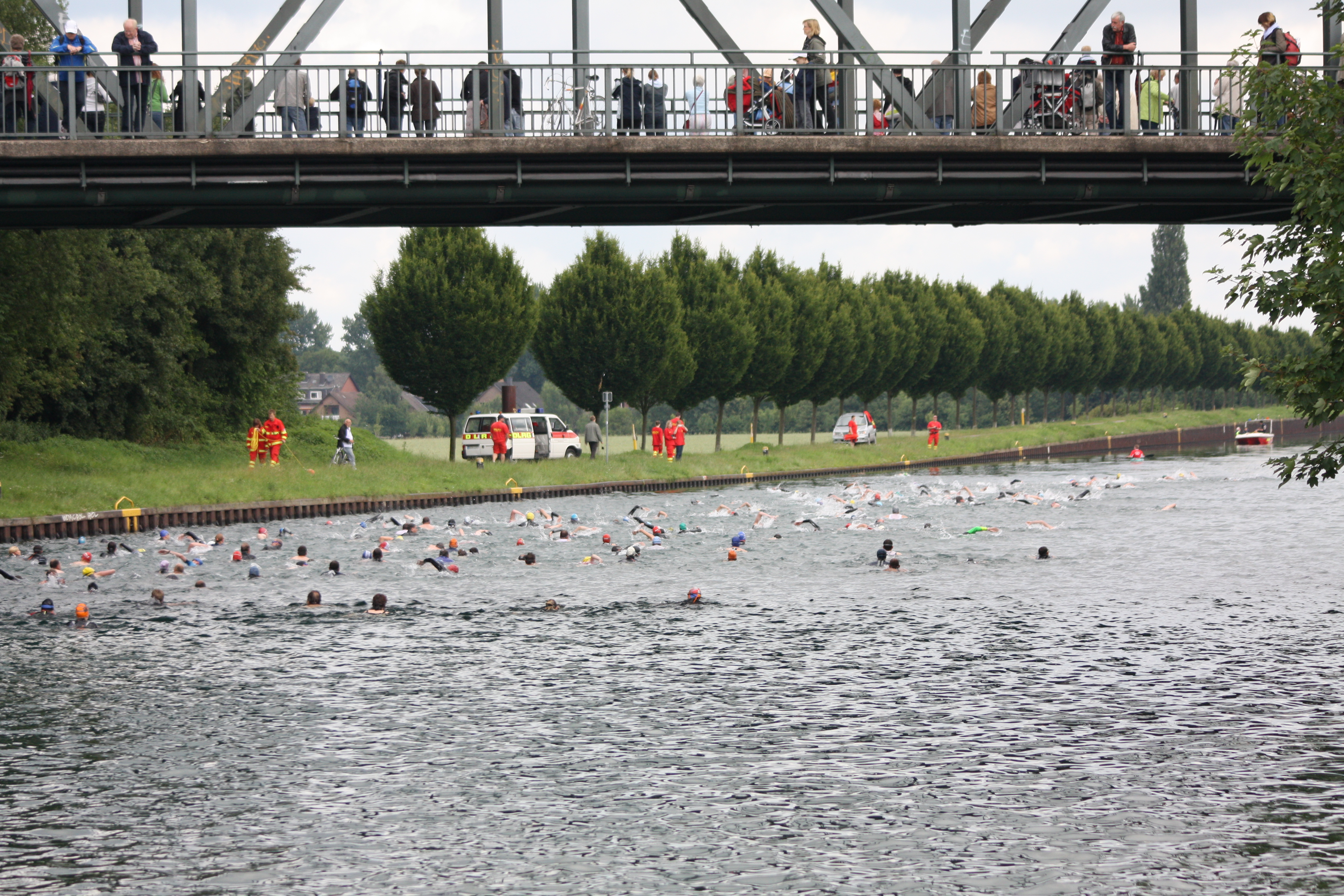
Westfalen-Triathlon Schwimmstrecke in Dortmund

Der Dortmund-Ems-Kanal (abgekürzt DEK, Gewässerkennzahl: 70501) ist der älteste Schifffahrtskanal im Westdeutschen Kanalnetz. Der im Jahr 1899 eröffnete Kanal führt als 223 km lange Binnenwasserstraße durch Nordrhein-Westfalen und Niedersachsen vom Dortmunder Stadthafen bis nach Papenburg an der Ems. In der Fortsetzung verläuft die Bundeswasserstraße als Seeschifffahrtsstraße bis zum Seehafen in Emden. Etwa auf halber Strecke liegt das Nasse Dreieck mit dem Abzweig und dem Beginn des Mittellandkanals. Die viel befahrene Südstrecke ist ein wichtiges Bindeglied der Ost-West-Wasserstraßen in Deutschland. Sie kann mit Schubverbänden mit zwei Leichtern (Wasserstraßenklasse Vb) befahren werden. Die Nordstrecke wird derzeit noch ertüchtigt für die Wasserstraßenklasse Va und dem Ausbau der Schleusen für das übergroße Motorgüterschiff.
Die Verwaltung liegt in Händen des Bundes mit der Generaldirektion Wasserstraßen und Schifffahrt und ihren lokalen Wasserstraßen- und Schifffahrtsämtern (WSA) als Unterbehörden. Von Dortmund bis Gleesen ist das WSA Westdeutsche Kanäle zuständig; bis zum Ende in Papenburg muss das WSA Ems-Nordsee tätig werden. Der Landesfischereiverband Westfalen und Lippe e. V. ist als Pächter für die Bewirtschaftung und Hege der Fischbestände zuständig.

## Verlauf
Der Dortmund-Ems-Kanal beginnt einerseits im Hafen Dortmund bei km 1,44 und andererseits im unteren Vorhafen des alten Schiffshebewerks Henrichenburg am Ende des Rhein-Herne-Kanals. Er verläuft dann als Kanalstrecke, also mit künstlichem Gewässerbett, bis zur Einmündung in die Ems bei Gleesen, südlich von Lingen, bei km 138,3, zweigt aber bereits bei Hanekenfähr bei km 140 wieder von der Ems ab. Von dort folgt der Kanal als Seitenkanal der Trasse des 1828 gebauten Ems-Hase-Kanals bis zur Einmündung in die Hase in Meppen bei km 165,9. Der weitere Verlauf geht durch die Mündungsstrecke der Hase und durch die staugeregelte Mittelems bis zur Schleuse Herbrum bei km 212,6. Von hier aus unterliegt das Gewässer den Gezeiten des Meeres (sogenannte Tideems). Die Strecke bis Papenburg zählt noch zum Kanal. Der Endpunkt bei km 225,82 ist zugleich der Übergang von der Binnenschifffahrtsstraße zur Seeschifffahrtsstraße mit eigener Unterems-Kilometrierung (km 0,0). Die Gesamtlänge des Kanals beträgt 223,45 km. Er zählt seit 1968 zur Wasserstraßenklasse IV (Europaschiff), lediglich der Abschnitt Hafen Dortmund – Abzweigung des Wesel-Datteln-Kanals zählt schon zur Klasse Vb. Dabei kann die Schifffahrt zwischen Gleesen und Hanekenfähr sowie unterhalb Meppen vom Ems-Hochwasser beeinträchtigt werden.
Der Dortmund-Ems-Kanal hat zehn Kanalstufen: In Henrichenburg, Münster und für den Abstieg zur Ems – nördlich der Abzweigung des Mittellandkanals in Bergeshövede im Tecklenburger Land bei km 108,4 – in Bevergern, Rodde, Altenrheine, Venhaus, Hesselte, Gleesen, Varloh und Meppen; hinzu kommen fünf Ems-Staustufen in Hüntel, Hilter, Düthe, Bollingerfähr und Herbrum. Außerdem gibt es am Emswehr Hanekenfähr eine Sperrschleuse, die bei Ems-Hochwasser in Betrieb genommen wird. Der Abstieg von der Scheitelhaltung Herne – Münster beträgt 56,5 m. Die Scheitelhaltung wird gespeist durch Wasser aus der Lippe und durch Rückpumpen des Schleusungswassers in Münster, in Ausnahmesituationen zusätzlich mit Rheinwasser über den Wesel-Datteln-Kanal oder mit Weserwasser über den Mittellandkanal (Haltung Münster – Anderten).
Der Kanal wird von 160 Eisenbahn-, Straßen-, Wege- und Fußgängerbrücken sowie sechs Rohr-/Kabelbrücken überquert sowie von 59 Durchlässen und Dükern und 139 Rohr- und Kabeldükern unterquert (2010). Für den Havariefall ist der Kanal mit neun Sicherheitstoren ausgestattet, die ein Verschließen der davor bzw. dahinter liegenden Kanalabschnitte ermöglichen, damit nicht eine ganze Kanalhaltung entleert wird.
Bei der Eröffnung des Kanals 1899 galt die Strecke vom Hafen Dortmund bis zum Hafen Emden, End-km 265, als DEK. In der Unterems zweigt bei km 30,3 ein 9 km langer Seitenkanal als Binnenschifffahrtsstraße ab mit der tideabhängigen Schleuse Oldersum und der dockhafenabhängigen Borßumer Schleuse am Hafen Emden. Dieser Kanalabschnitt wurde gebaut, weil die damals üblichen schwerfälligen Schleppzüge bei stürmischen Wetterlagen dem Wellengang in der Höhe des Dollarts, insbesondere beim Ein- und Auslaufen in den/aus dem Emder Hafen, nicht gewachsen waren. Von diesem Abschnitt führt auch eine Verbindung zum Ems-Jade-Kanal, der von Emden bis nach Wilhelmshaven führt.
Von Anfang an blieb die Ems unterhalb Papenburg in der Verwaltung des Regierungspräsidenten in Aurich, während der Abschnitt von Dortmund bis Papenburg zur Kanalverwaltung in Münster gehörte. Konsequenterweise führt das Bundeswasserstraßengesetz (WaStrG) ab 1968 den Dortmund-Ems-Kanal als Bundeswasserstraße von Dortmund bis Papenburg auf und als eigene Bundeswasserstraße den Seitenkanal bei Emden als „Ems-Seitenkanal“. Damit gehört die Tideems von Papenburg bis Oldersum nicht mehr zum Dortmund-Ems-Kanal.

## Geschichte
Bereits 1824–1828 entstand der Ems-Hase-Kanal/Hanekenkanal von Hanekenfähr südlich Lingen bis zur Hase in Meppen als 25 km langer Seitenkanal der Ems. Als der Dortmund-Ems-Kanal angelegt wurde, wurde er ausgebaut und fast ganz in den DEK einbezogen.
Der DEK wurde nach nur siebenjähriger Bauzeit am 11. August 1899 als erster der großen Binnenschifffahrtskanäle durch Kaiser Wilhelm II. feierlich eröffnet. Der Verkehr hatte zu diesem Zeitpunkt allerdings schon begonnen. Emdens Oberbürgermeister Leo Fürbringer berichtete im Mai 1899 an den Regierungspräsidenten in Aurich: „Gegen Ende April traf der erste Dampfer mit 1200 Tonnen schwedischen Eisenerzes (...) hier ein, der in drei Tagen gelöscht wurde, so daß das erste Kanalschiff mit Erz am 3. Mai 1899 in Dortmund eingetroffen ist.“ Gründe für den Bau waren die Entlastung der Eisenbahn, die alleine nicht mehr in der Lage war, die Produktion des Ruhrgebiets zu transportieren, sowie die Förderung der Ruhrkohle, die seit den 1880er Jahren Konkurrenz durch englische Importkohle erfuhr. Gleichzeitig benötigte man im Ruhrgebiet aber auch ausländische Erze. Insbesondere die Stahlindustrie des östlichen Ruhrgebiets konnte gegenüber den am Rhein gelegenen Hüttenwerken ihren Standortnachteil verringern.
In der Folge erlebte der DEK mehrere Ausbau-Perioden durch die unerwartete Verkehrszunahme (bereits 1943 waren mit ca. 18 Mio. t im Jahr die ursprünglich geplanten 4,5 Mio. t weit überschritten), durch die größeren Schiffsabmessungen, durch den Wechsel von der langsamen Schleppschifffahrt zu den schnelleren Gütermotorschiffen bald nach dem Zweiten Weltkrieg und schließlich durch den Verkehr mit Schubverbänden ab Anfang der 1970er Jahre. Schwerpunkt für den Ausbau war und ist die „Südstrecke“ von Dortmund/Herne bis zur Abzweigung des Mittellandkanals bei Bergeshövede (Nasses Dreieck) als Bestandteil der West-Ost-Verbindung im deutschen Wasserstraßennetz. Die „Nordstrecke“ gewann nach dem Krieg für die Hüttenwerke im Ruhrgebiet, für die der Hafen Emden der Erzeinfuhrhafen war, an Bedeutung.
Bereits bis 1915 wurden die ersten Schleusen mit den Nutzabmessungen 67 × 8,6 m von Münster bis Gleesen durch Schleppzugschleusen 165 × 10 m ergänzt. Eine dritte Schleuse 225 × 12 m erhielt Münster 1926. Im Zuge des Ausbaus der Nordstrecke nach dem Zweiten Weltkrieg erhielten die Stufen Varloh bis Herbrum 1952–1966 zweite Schleusen 165 × 12 m, wobei in Teglingen eine neue Schleusengruppe mit zwei Schleusen von 165 m und 100 m Nutzlänge entstand mit einer Fallhöhe von 7,5 m, so dass die alte Kanalstufe Meppen entfallen konnte. Bei der Schleusengruppe Münster wurden die beiden alten kleineren Schleusen durch eine Zwillingsschleuse mit den Kammerabmessungen 190 × 12,5 m bei einer Fallhöhe von 6,2 m ersetzt. Die Oberhäupter sind mit einem Klapptor ausgestattet, die Unterhäupter mit einem Stemmtor. Bei Zwillingsbetrieb (gleichzeitig zu Berg und zu Tal) werden statt 16.000 m³ nur circa 8.000 m³ Wasser aus dem Oberwasser entnommen bzw. in das Unterwasser abgegeben. Die erste Kammer wurde 2009 in Betrieb genommen, die zweite im April 2014 eingeweiht.
Sehr umfangreich gestaltete sich der Streckenausbau des DEK. 1927 wurde eine Regelschiffsgröße von 1.500 t Tragfähigkeit festgelegt in Anlehnung an die auf dem Rhein damals übliche Größe. Auf der Südstrecke wurde in den bestehenden Strecken bei der Querschnittsvergrößerung zur Einsparung von Grunderwerb ein einseitiger Spundwandausbau vorgenommen. Hierbei mussten Düker und Durchlässe für die kreuzenden Wasserläufe sowie Brücken erneuert werden; zugleich waren für die größere Durchfahrtshöhe bei erhöhtem Wasserspiegel die Brücken anzuheben. Wo aber Kanalbrücken, große Düker oder Durchlässe die Durchfahrtsbreite vorhandener Dammstrecken bis auf 18 m eingeschränkt hatten, wurde die alte Trasse verlassen und daneben eine „Zweite Fahrt“ mit großzügigen Abmessungen gebaut.
Von den sieben Zweiten Fahrten wurde als erste 1937 die Zweite Fahrt Olfen mit gut 8 km Länge fertiggestellt; sie hat zum Teil hohe Dammstrecken, 4 stählerne Kanalbrücken über die Lippe, die Stever und über zwei Straßen. Kriegsbedingt konnten die gut 7 km lange Zweite Fahrt Lüdinghausen – Senden sowie die Zweite Fahrt Hiltrup erst nach dem Krieg fertig gebaut werden. Heute werden die Ersten Fahrten bis auf die in Hiltrup nicht mehr benutzt; sie sind zum Teil rückgebaut, zum Teil dienen sie als Biotope.
Eine besondere Periode war die Beseitigung der Kriegsschäden nach dem Ende des Zweiten Weltkriegs. Neben einigen beschädigten Kanalseitendämmen und damit leer gelaufenen Kanalabschnitten waren es vor allem die zerstörten Brücken, durch die nicht nur die Landverkehrswege, sondern auch die Wasserstraße selbst vollständig gesperrt waren. Allein auf der Kanalstrecke Dortmund–Gleesen waren es an die 150 Brücken, die fast alle gesprengt waren. Die britische Besatzungsmacht sorgte für eine schnelle Räumung des Kanals, so dass Anfang 1946 die Schifffahrt freigegeben werden konnte. Bis Ende 1956 waren 70 %, bis Ende 1960 90 % der Brücken wiederhergestellt.

## Bemerkenswertes
Das bekannteste Bauwerk des Dortmund-Ems-Kanals ist das Alte Schiffshebewerk Henrichenburg in Waltrop, das es den Schiffen ermöglichte, einen Höhenunterschied von 14 m zu überwinden. Es war von 1899 bis 1962 in Betrieb. 1914 wurde es durch eine Schachtschleuse mit 2 × 5 Sparbecken ergänzt und 1962 durch ein neues Hebewerk ersetzt. 1989 wurde auch die Schachtschleuse durch eine neue Sparschleuse mit zwei Sparbecken ersetzt. Heute sind das alte Hebewerk, das älteste in Deutschland, und die Schachtschleuse ein Standort des Westfälischen Industriemuseums.
Die Kanalhaltung oberhalb Henrichenburg unterliegt den Einwirkungen des Bergbaus, die zu Bergsenkungen bis über 13 m führten. Als Folge wachsen die aufgehöhten Kanaldämme aus dem umgebenden Gelände empor. Im Dortmunder Stadtgebiet auf der Höhe der Stadtteile Groppenbruch und Schwieringhausen wurden 2008 Spundwände und Kanalseitendämme wegen der Bergsenkungen erhöht.
Einige Kilometer weiter nördlich erreicht der Kanal die Stadt Datteln, die gleichzeitig an drei Wasserstraßen liegt:
- Dortmund-Ems-Kanal
- Wesel-Datteln-Kanal
- Datteln-Hamm-Kanal

Dabei treffen sich in einer europaweit einzigartigen Konstellation alle drei Kanäle am Stadthafen Datteln. Dieses Kanalkreuz bildet neben der Rheinschifffahrt das Herz der westdeutschen Binnenschifffahrt.

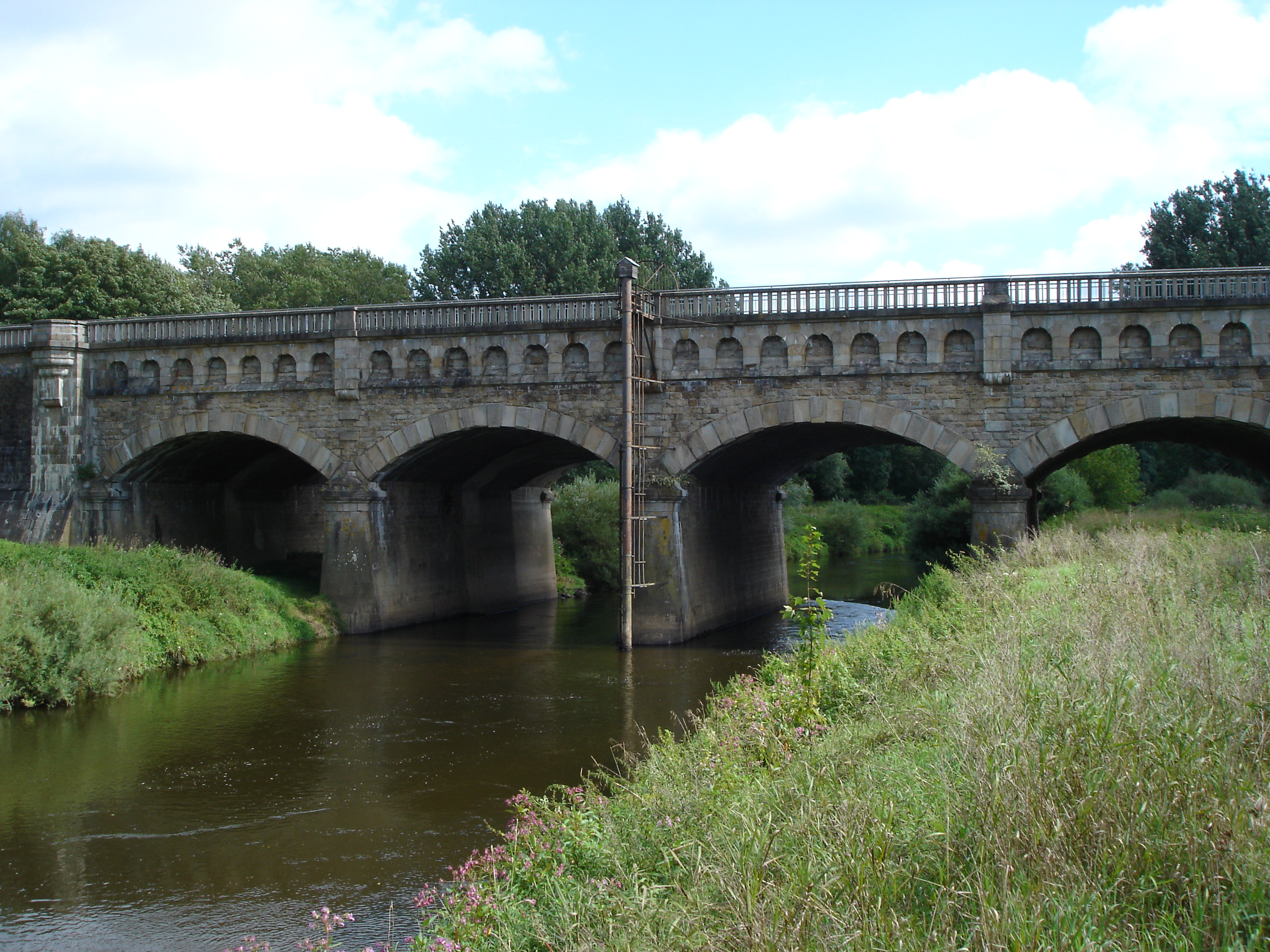
Alte Kanalüberführung (KÜ) über die Ems zwischen Münster-Gelmer und Greven

Im Zuge des Kanalverlaufs werden auf Brücken die Flüsse Lippe, Stever und Ems sowie drei Straßen überquert. Die Kanalbrücken über die Flüsse stellen sich im Verlauf der Ersten Fahrten Olfen und Fuestrup als mächtige Gewölbebauwerke mit jeweils drei Bögen dar und führen den Kanal beispielsweise an der Lippe in 15 Metern Höhe über den Fluss.
Eine weitere nicht ganz so augenscheinliche technische Besonderheit stellt die Überquerung der Ersten Fahrt über die Kreisstraße COE 29 (ehemalige B 235) innerhalb von Olfen dar. Die Schiefe Brücke ist als Gewölbebrücke ausgeführt, wobei die Achse des Gewölbes die Achse des Kanals in einem Winkel von nur 60 Grad schneidet. Die daraus resultierenden statischen Probleme konnten erstmals an dieser Stelle gemeistert werden.
Als Ersatz für die schwer ausbaubare staugeregelte Mittelems war vor dem Zweiten Weltkrieg von Gleesen, nördlich Emsbüren im Emsland, aus ein neues Kanalbett bis nach Papenburg geplant. Dieses Vorhaben (1937–1941) ist teilvollendet wegen des Krieges aufgegeben worden. Sollte in Zukunft diese Trasse benötigt werden, ist der Ausbau jederzeit möglich, da sich 80 Prozent in Besitz des Bundes befinden (siehe Hauptartikel Seitenkanal Gleesen-Papenburg).
Entlang des Kanals, mit interessanten Abstechern ins Umland, und entlang der Ems bis zu ihrer Mündung in die Nordsee führt der 350 Kilometer lange Radweg der Dortmund-Ems-Kanal-Route.
Auf dem Kanal zwischen Dortmund und Henrichenburg trainieren Teile der Nationalmannschaft des Deutschen Ruderverbandes (DRV) am Bundesstützpunkt Dortmund für internationale Wettkämpfe.

## Abstiegsbauwerke
Die folgende Tabelle führt die Schleusen und Schiffshebewerke zwischen Dortmund und Papenburg von Süden nach Norden auf:
| Ort, Bezeichnung                    | Kanalkilometer | Nutzlänge / m | Nutzbreite / m | Drempel- bzw. Trogtiefe / m | Fall- bzw. Hubhöhe / m | in Betrieb        |
| ----------------------------------- | -------------- | ------------- | -------------- | --------------------------- | ---------------------- | ----------------- |
| Altes Schiffshebewerk Henrichenburg | 015,0          | 068           | 08,6           | 2,50                        | 14                     | 1889–1970         |
| Alte Schachtschleuse Henrichenburg  | 015,0          | 095           | 09,60          |                             | 14                     | 1914–1990         |
| Neues Schiffshebewerk Henrichenburg | 015,0          | 090           | 12             | 3                           | 13,50                  | 1962–2005         |
| Neue Schleuse Henrichenburg         | 015,0          | 190           | 12             | 4                           | 13,50                  | seit 1989         |
| Erste Schleuse Münster              | 071,5          | 067           | 08,60          | 3                           | 06,2                   | 1899–?            |
| Schleppzugschleuse Münster          | 071,5          | 165           | 10             |                             | 06,20                  | 1913–?            |
| Schleuse Münster (Kammer 3)         | 071,5          | 223,00        | 12,00          |                             | 06,20                  | 1926–2014         |
| Schleuse Münster (Kammer 1)         | 071,5          | 190,00        | 12,56          |                             | 06,20                  | seit 2008         |
| Schleuse Münster (Kammer 2)         | 071,5          | 190,00        | 12,56          |                             | 06,20                  | seit 2014         |
| Schleuse Bergeshövede               | 108,6          | 067           | 08,60          | 3                           | 04,1                   | 1898–2004         |
| Schleuse Bevergern                  | 109,3          | 162,50        | 10,00          |                             | 08,10                  | seit 1916         |
| Neue Schleuse Bevergern             | 109,3          | 140,00        | 12,50          | 4,00                        | 08,10                  | ab 2033 (geplant) |
| Alte Schleuse Bevergern             | 109,7          | 067           | 08,60          | 3                           | 04,0                   | 1898–2004         |
| Alte Schleuse Rodde                 | 112,5          | 067           | 08,60          | 3                           | 03,8                   | 1898–1988         |
| Schleuse Rodde                      | 112,5          | 161,00        | 10,00          |                             | 03,80                  | seit 1914         |
| Neue Schleuse Rodde                 | 112,5          | 140,00        | 12,50          | 4,00                        | 03,80                  | ab 2028 (geplant) |
| Alte Schleuse Altenrheine           | 117,9          | 067           | 08,2           | 3                           | 03,6                   | 1899–1989         |
| Schleppzugschleuse Altenrheine      | 117,9          | 163           | 10             |                             | 03,6                   | 1914–1974/75      |
| Neue Schleuse Altenrheine           | 117,9          | 185,00        | 11,96          |                             | 03,60                  | seit 1974         |
| Alte Schleuse Venhaus               | 126,6          | 067           | 08,60          | 3                           | 03,5                   | 1898–?            |
| Schleuse Venhaus                    | 126,6          | 162           | 10             |                             | 03,5                   | seit 1914         |
| Neue Schleuse Venhaus               | 126,6          | 140,00        | 12,50          | 4,00                        | 03,5                   | ab 2029 (geplant) |
| Alte kleine Schleuse Hesselte       | 134,5          | 067           | 08,60          | 3                           | 03,36                  | 1898–?            |
| Alte große Schleuse Hesselte        | 134,5          | 163           | 10,00          |                             | 03,36                  | seit 1914         |
| Neue Schleuse Hesselte              | 134,5          | 140,00        | 12,50          | 4,00                        | 03,36                  | ab 2035 (geplant) |
| Alte kleine Schleuse Gleesen        | 137,9          | 065,93        | 08,60          | 3                           | 06,37                  | 1898–?            |
| Alte große Schleuse Gleesen         | 137,9          | 162,03        | 09,93          |                             | 06,37                  | 1914–?            |
| Neue Schleuse Gleesen               | 137,9          | 140,00        | 12,50          | 4,00                        | 06,37                  | ab 2024 (geplant) |
| Kleine Schleuse Varloh              | 158,1          | 165           | 10             | 3                           | 03,67                  | seit 1899         |
| Große Schleuse Varloh               | 158,1          | 153           | 12             |                             | 03,67                  | seit 1954         |
| Kleine Schleuse Meppen              | 163,9          | 100           | 12             |                             | 07,5                   | seit 1956         |
| Große Schleuse Meppen               | 163,9          | 165           | 12             |                             | 07,5                   | seit 1956         |
| Kleine Schleuse Hüntel              | 174,1          | 165           | 10             | 3                           | 02,9                   | seit 1899         |
| Große Schleuse Hüntel               | 174,1          | 225           | 12             |                             | 02,9                   | seit 1927         |
| Alte Schleuse Hilter                | 185,9          | 165           | 10             | 3                           | 01,5                   | seit 1899         |
| Neue Schleuse Hilter                | 185,9          | 165           | 12             |                             | 01,5                   | seit 1956         |
| Alte Schleuse Düthe                 | 195,1          | 165           | 10             | 3                           | 02,2                   | seit 1899         |
| Neue Schleuse Düthe                 | 195,1          | 165           | 12             |                             | 02,2                   | seit 1956         |
| Alte Schleuse Bollingerfähr         | 205,9          | 163           | 10             | 3                           | 01,8                   | seit 1899         |
| Neue Schleuse Bollingerfähr         | 205,9          | 165           | 12             |                             | 01,8                   | seit 1954         |
| Alte Schleuse Herbrum               | 212,6          | 165           | 10             | 3                           | 02,7 (max.)            | seit 1899         |
| Neue Schleuse Herbrum               | 212,6          | 165           | 12             |                             | 02,7 (max.)            | seit 1966         |

Früher existierte unterhalb des Nassen Dreiecks bei Kanal-km 109,3 die Schleuse Bergeshövede. Mit dem Bau der Großen Schleuse in Bevergern konnte durch deren größere Hubhöhe der Schleusungsvorgang in Bergeshövede eingespart werden.
In Hanekenfähr bei Kanal-km 140,7 gibt es darüber hinaus eine nur bei Bedarf betriebene Sperrschleuse, die aus zwei direkt hintereinander angeordneten Sicherheitstoren besteht und den Kanalabschnitt bis zur Schleuse Varloh gegen Hochwasser der Ems absperren kann.

## Streckenbaumaßnahmen

### Ausbau der Südstrecke
Zur Schaffung einer durchgängigen, leistungsstarken Wasserstraße für Großmotorgüterschiffe und Schubverbände vom Rhein über das Ruhrgebiet bis in die östlichen Wirtschaftsräume bildet der Ausbau der rd. 105 km langen Südstrecke des DEK bis zur Abzweigung des Mittellandkanals einen wichtigen Lückenschluss. Neben dem Neubau der Zwillingsschleuse in Münster bis 2013 gehören auch Verbreiterungen des Kanalbetts, Ersatz von Kanalbrücken durch breitere Neubauten und der Neubau von Brücken und Dükern dazu.

#### Leckage im Jahr 2005
Die Verbreiterungsarbeiten werden ohne Schifffahrtssperre durchgeführt. Dabei kam es am 11. Oktober 2005 an der Überführung des DEK bei km 23 über die Lippe zu einem Leck. Dadurch lief der Kanal auf 8 km Länge zwischen den Sicherheitstoren Schlieker (Höhe Rechede) und Datteln leer. Güterschiffe aus dem Mittellandkanal und aus der Weser mussten wochenlang für den Weg ins Ruhrgebiet einen über 300 km langen Umweg über Papenburg und die Niederlande nehmen. Dazu lief am 15. Oktober 2005 kurz oberhalb von Papenburg das Motorschiff „Ilona M“ bei DEK-km 219 auf Grund. Damit war auch die nördliche Umgehung für Tage gesperrt, der Schiffsverkehr kam vollständig zum Erliegen. Erst am 15. Dezember wurde der DEK wieder für den Schiffsverkehr in beide Richtungen freigegeben. Am 10. März 2006 wurde erneut ein Leck an der DEK-Baustelle über der Lippe festgestellt. Wieder wurden die beiden Sicherheitstore geschlossen und das Wasser abgelassen.

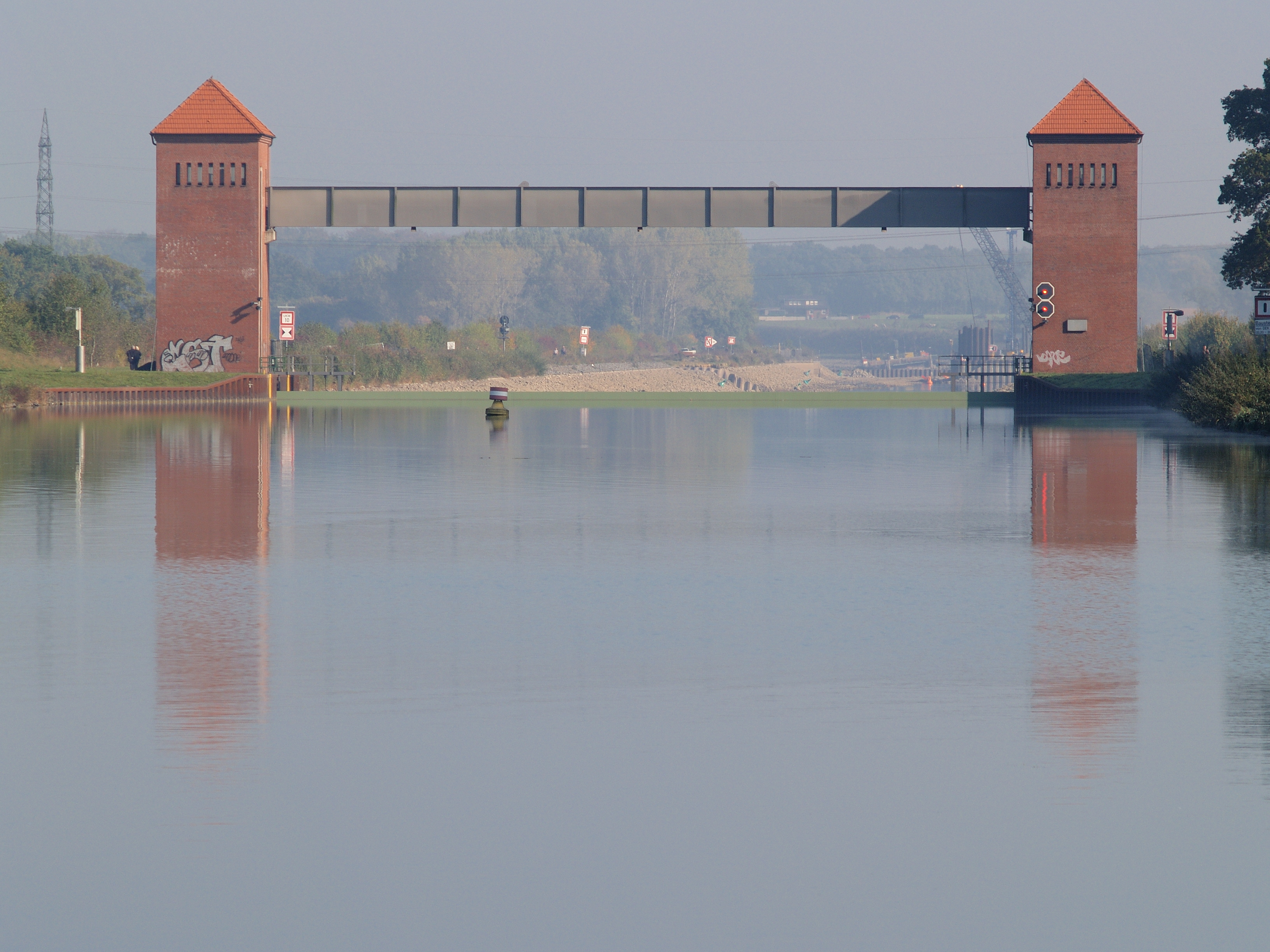
Blick auf das heruntergelassene Sicherheitstor Datteln. Dahinter das leere Kanalbett, die Baustelle und ein schräg im Trockenen liegender Arbeitsponton
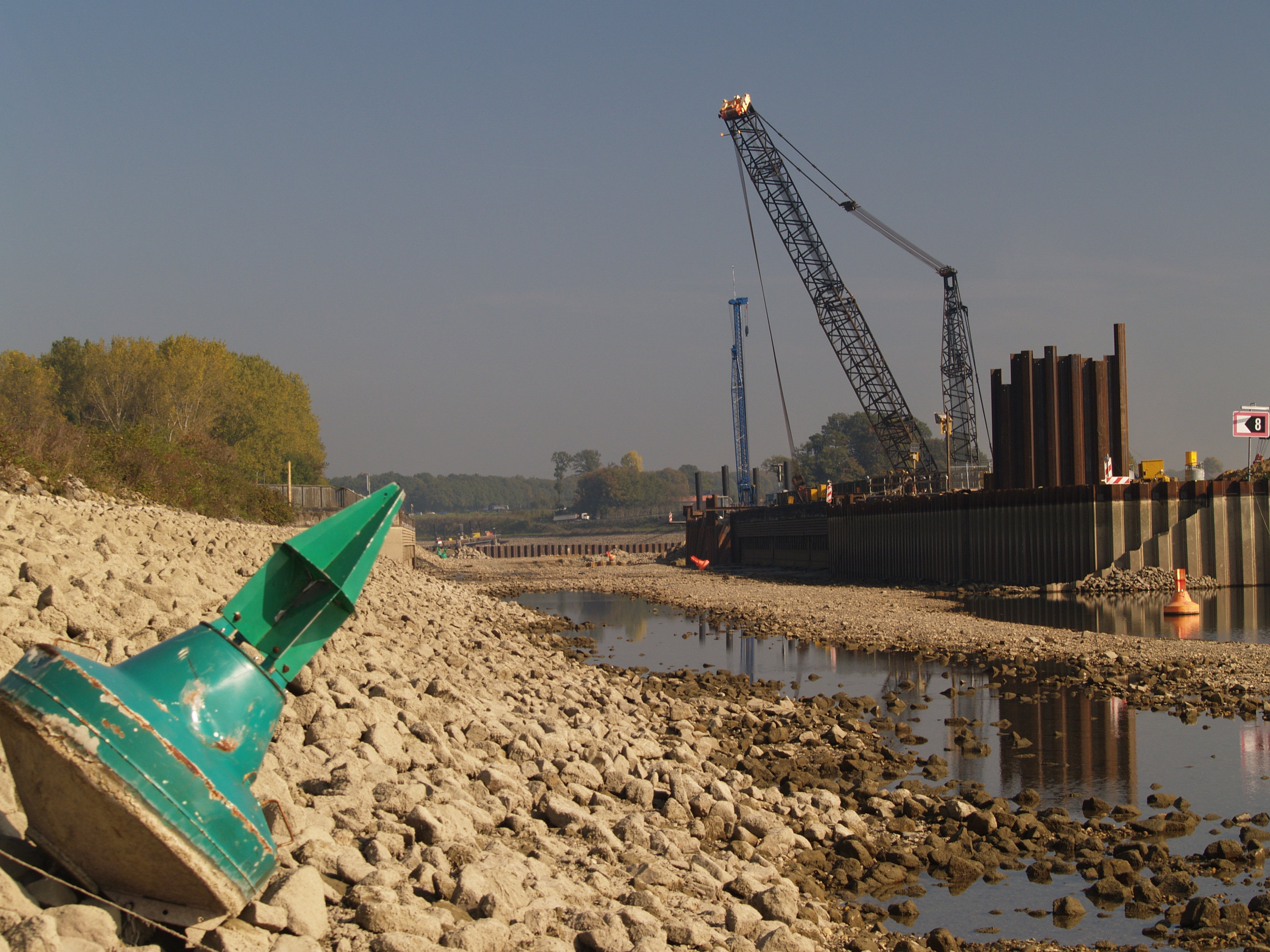
Das leere Kanalbett, am hinteren Ende der Brücke die beschädigte Spundwand, durch die das Wasser abfloss
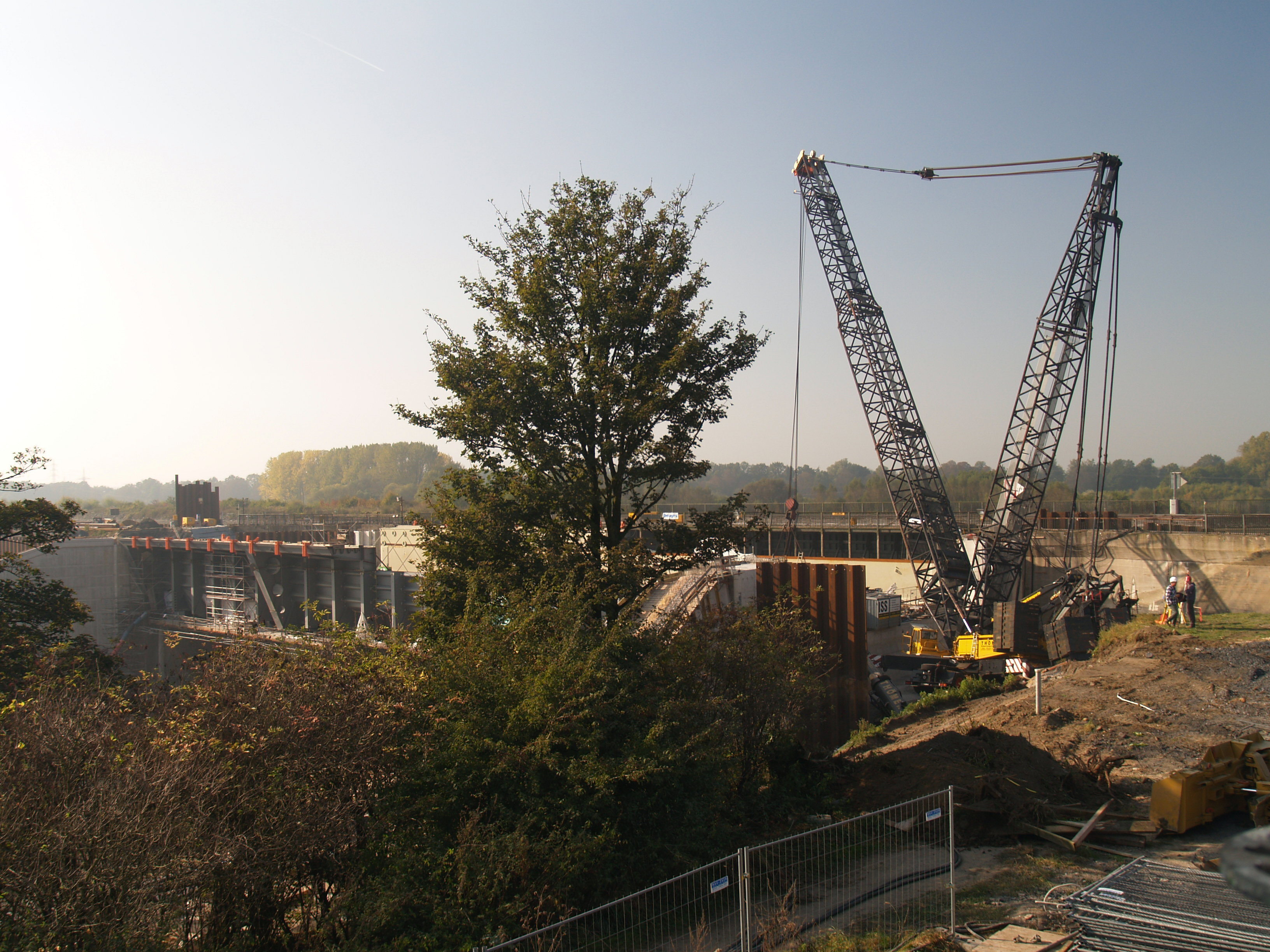
Links die schon teilweise fertiggestellte neue Brücke, rechts die durch Unterspülung umgestürzten Baukräne und das Fundament der alten Brücke
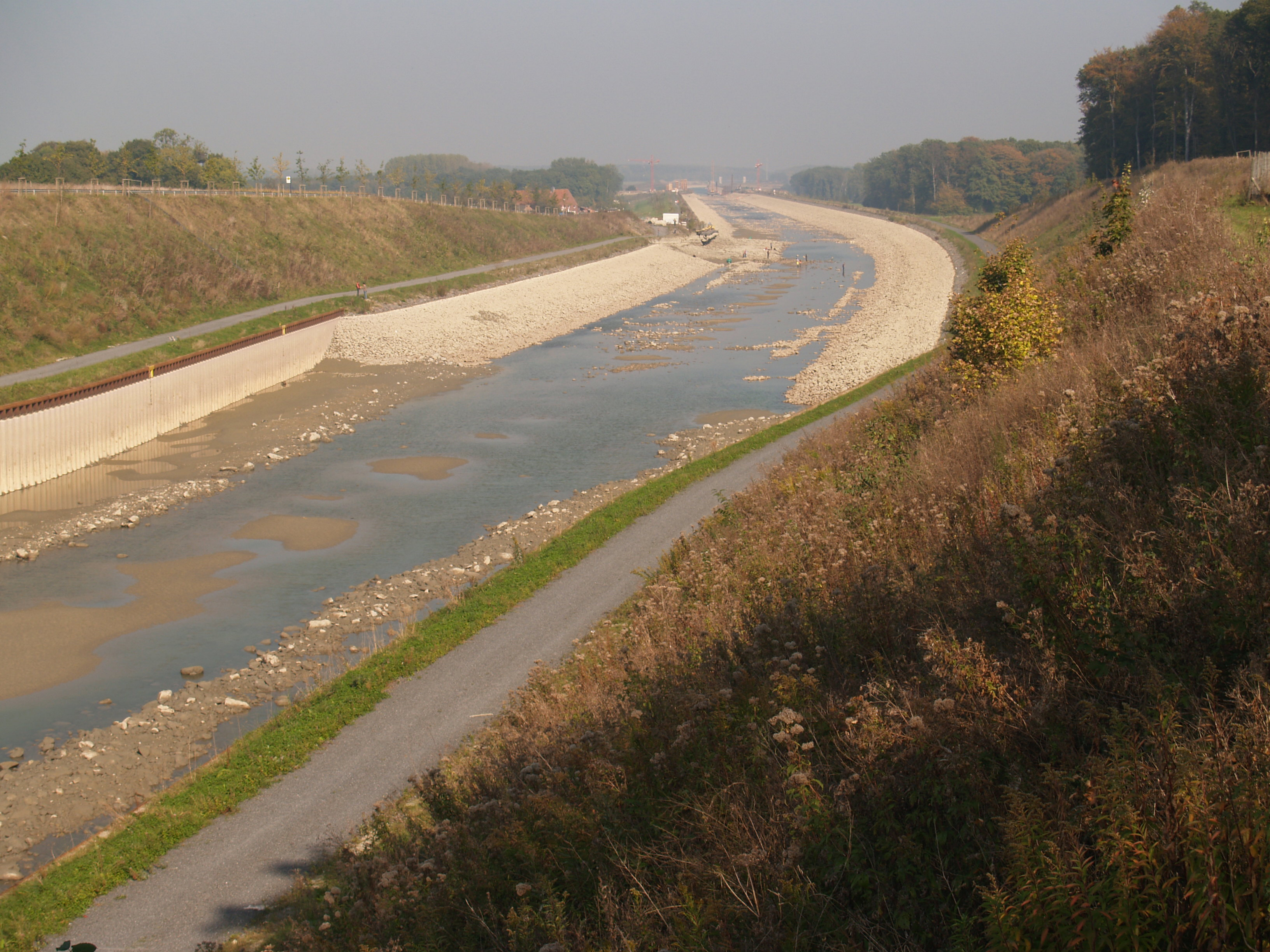
Blick auf das leere Kanalbett von der Brücke bei Vinnum aus nach Norden, im Hintergrund ist die Tunnelbaustelle der Unterführung B236 Olfen-Selm zu sehen.

### Ausbau der Nordstrecke
Die rd. 118 km lange DEK-Nordstrecke von Bergeshövede bis Papenburg muss für eine verbesserte durchgängige Befahrbarkeit für Europaschiffe und Großmotorgüterschiffe ausgebaut werden. Dazu müssen fünf Schleusen zwischen Bevergern und Lingen durch Neubauten ersetzt werden. Die bisher zehn Meter breiten Schleusen werden durch Neubauten mit zwölfeinhalb Meter breite und 140 Meter lange Schleusen ersetzt. Der Baubeginn in Niedersachsen für die Schleuse Gleesen erfolgte im Frühjahr 2016 (geplante Inbetriebnahme Jahreswechsel Anfang 2025), Der Baubeginn im Bereich Nordrheinwestfalen für die Schleuse Rodde erfolgte im Frühjahr 2020 (geplante Inbetriebnahme Frühjahr 2028). Die Erneuerung der Schleuse Bevergern soll nun im Herbst 2026 beginnen und Ende 2035 abgeschlossen sein. Die Verzögerungen gegenüber den ursprünglichen Planungen sind den knappen Personalkapazitäten im WNA Datteln geschuldet. Die ursprünglich vorgesehene zeitgleiche Abwicklung von drei Schleusenbaustellen ist aufgrund personeller Engpässe nicht realisierbar.

## Orte entlang des Kanals
Dortmund −
Waltrop −
Datteln −
Olfen −
Lüdinghausen −
Dülmen –
Senden −
Münster −
Greven −
Saerbeck -
Ibbenbüren −
Hörstel −
Rheine −
Venhaus –
Emsbüren −
Lingen −
Geeste −
Meppen −
Haren −
Lathen −
Fresenburg −
Dörpen −
Rhede −
Papenburg.